# Joachim von Kortzfleisch
Joachim von Kortzfleisch, nemški general, * 3. januar 1890, † 20. april 1945.